# Heinz Gaedcke
Ludwig Heinrich „Heinz“ Gaedcke (* 16. Januar 1905 in Guben; † 21. Dezember 1992 in Waldesch) war ein deutscher Offizier. Er diente zuletzt als Generalmajor im Heer der Wehrmacht und später als Generalleutnant des Heeres der Bundeswehr.

## Herkunft und Familie
Gaedcke wurde als Sohn eines Rechtsanwaltes und Notars und dessen Frau in Guben in der preußischen Provinz Brandenburg geboren. Sein Stiefvater, Gaedckes Klassenlehrer, war evangelischer Pfarrer und promovierter Philologe. Er besuchte zunächst ein humanistisches Gymnasium in Guben und legte sein Abitur 1924 am Staatlichen Gymnasium (ehemalige Lateinschule) in Luckau ab.
Er war verheiratet und Vater von vier Kindern (1 Stieftochter).

## Werdegang

### Reichswehr
Beförderungen
- 1925 Fahnenjunker
- 1926 Fähnrich
- 1927 Leutnant
- 1930 Oberleutnant

Am 1. August 1925 trat er als Fahnenjunker in das Ausbildungsbataillon des 8. (Preußischen) Infanterie-Regiments der Reichswehr in Lübben (Spreewald) ein. Später erfolgte die Versetzung zum Feldbataillon nach Frankfurt/Oder. Er besuchte die Infanterieschule der Reichswehr  im thüringischen Ohrdruf, die seinerzeit auf dem dortigen Truppenübungsplatz untergebracht war, und später in Dresden. 1926 wurde er zum Fähnrich befördert.
Nach der Leutnants (später Oberleutnant)-beförderung durchlief er folgende Stationen: 1927/28 war er Rekrutenoffizier in Lübben, von 1928 bis 1933 Zugführer, 1933/34 Ordonnanzoffizier und 1934/35 Bataillonsadjutant in Frankfurt/Oder.

### Wehrmacht
Beförderungen
- 1935 Hauptmann
- 1940 Major
- 1942 Oberstleutnant
- 1943 Oberst
- 1944 Generalmajor

Von 1935 bis 1937 absolvierte er den Generalstabslehrgang an der Kriegsakademie in Berlin. Es folgte u. a. eine Verwendung als Sachbearbeiter in der Operationsabteilung im Generalstab des Heeres.
Von Juni 1940 bis Januar 1943 war er Erster Generalstabsoffizier (Ia) der 25. Infanterie-Division (ab November 1940 mot.). Im Februar wurde er zunächst in die Führerreserve im Oberkommando des Heeres (OKH) versetzt und gab von März bis Oktober als Hörsaalleiter an der Kriegsakademie Taktikunterricht. Im Oktober/November wahrte er die Geschäfte des Generalstabschefs beim XXIV. Panzerkorps und von Dezember 1943 bis Februar 1944 des XI. Armeekorps, mit dem er unter anderem auch im Kessel von Tscherkassy eingeschlossen war.
Von Februar bis Juli 1944 wurde er in die Führerreserve versetzt. Ab Juli 1944 vertrat er den Chef des Generalstabes der 4. Armee, die seinerzeit von General der Infanterie Friedrich Hoßbach geführt worden war, und im August 1944 wurde er Chef des Generalstabs der 6. Armee. Während dieser Verwendung war Gaedcke unter den Offizieren, denen zusammen mit dem Oberbefehlshaber General der Artillerie Maximilian Fretter-Pico nach der Zerschlagung der Armee durch sowjetische Kräfte der Ausbruch aus dem Kessel gelang.
Im Mai 1945 geriet er in amerikanische Kriegsgefangenschaft, aus der er im November 1947 entlassen wurde.

### Nachkriegszeit
Von 1948 bis 1956 war er Einkaufsleiter in der Fa. Bürkle in Stuttgart und der Fa. Bahlsen in Hannover.

### Bundeswehr
Beförderungen
- 1956 Brigadegeneral
- 1958 Generalmajor
- 1961 Generalleutnant

1956 absolvierte er eine Eignungsübung und trat schließlich in das neu aufgestellte Heer der Bundeswehr ein. Nachdem er im Dienstgrad Brigadegeneral die Heeresoffizierschule I (HOS I) in Hannover führte, war er vom 1. August 1957 bis zum 30. September 1959 Kommandeur der Führungsakademie der Bundeswehr (FüAkBw) in Hamburg. Bis zum 31. Dezember 1960 war Gaedcke Kommandeur der 11. Panzergrenadierdivision in Oldenburg. Vom 1. Januar 1961 bis zum 31. März 1965 war er in seiner letzten militärischen Verwendung Kommandierender General des III. Korps in Koblenz. Danach trat der Generalleutnant außer Dienst.

## Auszeichnungen
1933–1945
- Eisernes Kreuz

- 1940: II. Klasse
- 1940: I. Klasse
- 1944: Ritterkreuz

- 1942: Deutsches Kreuz in Gold
- 1943: Orden der Krone von Rumänien III. Klasse
- 1944: Ungarischer Verdienstorden (Komturkreuz mit Schwertern am Kriegsband)

nach 1945
- 1965: Großes Bundesverdienstkreuz mit Stern
- 1965: Legion of Merit

## Schriften (Auswahl)
- Gerhard Brugmann (Hrsg.): Wege eines Soldaten – Heinz Gaedcke. Books on Demand, Norderstedt 2005, ISBN 3-8334-2624-1. (Autobiographie 1911–1947)